# Norwood (Massachusetts)
Norwood es un pueblo ubicado en el condado de Norfolk en el estado estadounidense de Massachusetts. En el Censo de 2010 tenía una población de 28.602 habitantes y una densidad poblacional de 1.048,75 personas por km².
El edificio del ayuntamiento dispone la Carillón conmemorativa de Walter F. Tilton, con cincuenta campanas. Construido en 1928, el edificio neogótico es de granito tipo Weymouth. Los visitantes a menudo la confunden con una iglesia o creen que han sido una iglesia, sin embargo nunca fue así, en las vidrieras de sus ventanas no se representan figuras de santos sino del patriota local llamado Aaron Guild al que también se le dedican otros monumentos.
También Fred Holland Day tuvo este pueblo como residencia durante gran parte de su vida.

## Geografía
Norwood se encuentra ubicado en las coordenadas 42°11′15″N 71°11′45″O / 42.18750, -71.19583. Según la Oficina del Censo de los Estados Unidos, Norwood tiene una superficie total de 27.27 km², de la cual 26.85 km² corresponden a tierra firme y (1.54%) 0.42 km² es agua.

## Demografía
Según el censo de 2010, había 28.602 personas residiendo en Norwood. La densidad de población era de 1.048,75 hab./km². De los 28.602 habitantes, Norwood estaba compuesto por el 85.12% blancos, el 5.18% eran afroamericanos, el 0.18% eran amerindios, el 5.94% eran asiáticos, el 0.03% eran isleños del Pacífico, el 1.7% eran de otras razas y el 1.85% pertenecían a dos o más razas. Del total de la población el 4.29% eran hispanos o latinos de cualquier raza.